# Puente del Pedrido
El puente del Pedrido es un puente en arco que cruza la ría de Betanzos, uniendo los municipios de Bergondo y Paderne (ambos en la provincia de La Coruña, Galicia, España). Fue proyectado por los ingenieros españoles Eduardo Torroja Miret y César Villalba Granda. En la actualidad sigue operativo, habiendo sido restaurado en la década de 1990.

## Historia
Desde tiempo inmemorial, las dos orillas de la ría de Betanzos se hallaban comunicadas por medio de un servicio de pasaje en bote de remo. Habida cuenta de que el empleo de dicho pasaje acortaba en gran medida la distancia kilométrica entre las ciudades de La Coruña y Ferrol, a principios del siglo XX las autoridades comenzaron a plantearse la necesidad de construir un puente que diese fluidez a la comunicación por carretera entre ambas poblaciones, y que simultáneamente no entorpeciese la navegación por la ría. Tras diversos estudios, en 1939 se inicia la construcción, que no concluiría hasta 1942. La inauguración oficial de la obra se produjo el 16 de abril de 1943 y fue inaugurado por el jefe de Estado entonces, Francisco Franco. (2)

## Estructura
El puente, de más de 520 metros de longitud y edificado en su totalidad en hormigón armado, se divide claramente en tres tramos. El primero consta de un tablero de 340 metros, apoyado sobre diez arcos dobles. El segundo, y más emblemático, se compone de un gran arco doble que soporta, por medio de cuarenta péndolas, un tablero de 78,40 metros. El tercero y último está formado por tres arcos dobles de hormigón, sobre los que se apoyan los 102 metros de tablero restantes.
En la actualidad, y tras su reciente restauración, el puente del Pedrido continúa dando servicio a la carretera AC-164, si bien su importancia estratégica ha disminuido debido a su estrechez (tan solo mide siete metros de ancho) y a la construcción en sus inmediaciones de un nuevo puente sobre el que discurre la autopista del Atlántico. No obstante, continúa siendo una de las edificaciones civiles más emblemáticas de Galicia.